# Elecciones federales de Alemania Occidental de 1980
Las elecciones federales de 1980 se llevaron a cabo el domingo 5 de octubre de 1980 para elegir a los miembros del Bundestag de la Alemania occidental.
Estos comicios constituyeron la primera ocasión que un candidato de la CSU bávara se presentaba liderando la coalición CDU/CSU, como fue el caso del histórico político Franz-Josef Strauß. Sin embargo, buena parte del electorado alemán no olvidaba el pasado político de Strauß durante los gobiernos de Konrad Adenauer y sus políticas autoritarias, y en especial su implicación en el Escándalo Spiegel. Todas estas circunstancias se revelaron como una pesada losa para la CDU/CSU el día de las elecciones, lo que a su vez permitió a la coalición gubernamental socialdemócrata-liberal mantener su poder. Paradójicamente, la coalición gubernamental se hallaba desgastada tras más de diez años en el poder, pero la candidatura de Strauß supuso un revulsivo inesperado. Strauß obtuvo malos resultados incluso en Baviera, su región natal. El fracaso electoral de Strauß revivió las esperanzas políticas de Helmut Kohl, que había salido derrotado en los comicios federales de 1976.
La coalición entre el SPD y el FDP se mantuvo en el poder, con Helmut Schmidt como canciller federal. Sin embargo, el 1 de octubre de 1982 el líder de los liberales Hans-Dietrich Genscher decidió que el FDP abandonara el gobierno, por lo que pactó con la oposición demócrata-cristiana formar un nuevo gobierno, ahora bajo el liderazgo de Kohl. Esto puso fin a más de una década de gobiernos liderados por el SPD.

## Resultados
Los resultados fueron:
| Partido               | Partido                         | Lista de partido | Porcentaje de votos | Porcentaje de votos | Total de escaños | Total de escaños | Porcentaje de escaños |
| --------------------- | ------------------------------- | ---------------- | ------------------- | ------------------- | ---------------- | ---------------- | --------------------- |
|                       | Partido Socialdemócrata (SPD)   | 16.260.677       | 42,9%               | +0,3%               | 228              | +14              | 43,9%                 |
|                       | Partido Demócrata Libre (FDP)   | 4.030.999        | 10,6%               | +2,7%               | 53               | +14              | 10,7%                 |
|                       | Unión Demócrata Cristiana (CDU) | 12.989.200       | 34,2%               | -3,8%               | 185              | -16              | 35,0%                 |
|                       | Unión Social Cristiana (CSU)    | 3.908.459        | 10,3%               | -0,3%               | 52               | -1               | 10,5%                 |
|                       | Los Verdes                      | 569.589          | 1,5%                | +1,5%               | 0                | +0               | 0,0%                  |
|                       | Otros partidos                  | 180.057          | 0,5%                |                     | 0                |                  | 0,0%                  |
| Votos nulos/en blanco | Votos nulos/en blanco           | 353.115          | -                   | -                   | -                | -                | -                     |
| Totales               | Totales                         | 38.292.176       | 100,0%              |                     | 519              | +1               | 100,0%                |

Notas
Es importante señalar que hubo veintidós miembros del parlamento (10 SPD, 11 CDU, 1 FDP) en representación del Berlín Oeste que no habían sido elegidos directamente, pero que fueron enviados por el parlamento berlinés en representación de la ciudad. Todo esto se debía a la situación especial que existía por el estatus político de la antigua capital alemana y los acuerdos de las cuatro potencias aliadas tras la Segunda Guerra Mundial. A pesar de su presencia en el Bundestag, los delegados berlineses no podían participar en las votaciones del parlamento.